# 江孜县
江孜县（藏語：རྒྱལ་རྩེ་རྫོང་།，威利转写：rgyal rtse，藏语拼音：Gyangzê），位于西藏日喀则市的喜马拉雅山脚下，原称“杰卡尔孜”，意为“至高无上的王宫”，是西藏历史上的第三大城市。1994年被中华人民共和国政府授予国家历史文化名城称号。
江孜是西藏历史上地位仅次于拉萨、日喀则的第三重镇，是连接衛和藏的枢纽。城市的核心是位于古城中央的。九世纪时，吐蕃王朝的后裔认为这里地形殊异，具有祥兆，便在山上建立了宗堡。十四世纪萨迦王朝时，当地首领重修了宫殿和宗堡，并起名为“杰卡尔孜”，藏语意为“至高无上的王宫”。江孜即为其简称“杰孜”的藏语变音，后来成为地名。清朝时，江孜宗政府设于宫堡内，于是这座山便被叫作“宗山”。1904年，为抵抗英国军队进犯而在半山上修建了炮台等防御工事，但面对实力远强于己的英军，据守此地的军民最终被擊潰。江孜县于1960年设立，目前隶属于日喀则市，并与名城桑珠孜区相毗邻。
除江孜宗山抗英遗址外，江孜境内还有白居寺、帕拉庄园等名胜古迹。其中白居寺始建于十四世纪末，规模宏大。寺内有多个僧学院，分属藏传佛教的萨迦派、噶当派和格鲁派三大教派，极为罕见。
江孜坐落于西藏中南部喜马拉雅山和冈底斯山之间的山谷内，雅鲁藏布江的支流年楚河流经县境。全县气候温和，日照充足，物产丰富。经济以农业为主，主产青稞、豌豆、小麦、油菜等，是西藏最主要的粮食生产基地之一，有“后藏粮仓”之称。当地织造的藏毯，极富盛名，已风行1200年之久，至今不衰。

## 文化和旅游
- 国家历史文化名城：江孜
- 全国重点文物保护单位：江孜宗山 白居寺

## 行政区划
江孜县下辖1个镇、18个乡：
江孜镇、纳如乡、卡麦乡、卡堆乡、藏改乡、日朗乡、达孜乡、热索乡、重孜乡、龙马乡、加克西乡、紫金乡、江热乡、年堆乡、康卓乡、金嘎乡、日星乡、车仁乡和热龙乡。

## 人口民族
根據第七次人口普查數據，截至2020年11月1日零時，江孜縣常住人口為68650人。

## 交通
- 349国道